# Лескино (полярная станция)
Ле́скино (ранее мыс Лескина) — ныне закрытая полярная станция и самый северный обитаемый населенный пункт на Гыданском п-ове на побережье пролива Овцына Карского моря в дельте Енисея. Основана в 1934 г. Проводила наблюдения в акватории Енисейского залива.
Относится к Таймырскому району Красноярского края. В 35 км от Лескино проходит административная граница с Ямало-Ненецким автономным округом.
Основное сообщение — по воде и по воздуху.

## История
Станция построена осенью 1934 года на мысе Лескина. Название дано по названию мыса, который, в свою очередь, назван в 1895 году А. И. Вилькицким в честь «рудознатца» (геолога) Агапия Лескина, участника второго (Обско-Енисейского) отряда Великой Северной экспедиции Витуса Беринга 1734—1744 года.
В 1979 году здесь зимовало всего 7 человек. Коллектив, возглавляемый опытным полярником Теслей, выполнял большой объём работы по сбору информации. Особое значение эти данные имели для судоводителей, работавших в устье Енисея.
К середине 1990-х станция перестала функционировать, хотя внешне её строения выглядели неплохо, и стала использоваться как зимовье; окрестная территория вошла в состав Гыданского заповедника.
В 2005 году в районе Лескино местные жители нашли прекрасно сохранившийся скелет мамонта, восстановленный группой палеонтологов из Института экологии растений и животных под руководством биолога Павла Косинцева.